# Gorenja Stara vas
Gorenja Stara vas este o localitate din comuna Šentjernej, Slovenia, cu o populație de 92 de locuitori.